# 플렉탄
플렉탄(독일어: Flecktarnmuster/Fleckentarn →얼룩덜룩한 위장)은 3색, 4색, 5색, 6색의 시각을 분열시키는 위장 무늬의 일종으로, 제조업체에 따라 연두색 또는 황갈색 바탕에 짙은 녹색, 회색-녹색, 붉은 갈색, 검은색으로 구성된 5색 패턴이 가장 일반적이다. 원래 독일의 5색 패턴은 유럽의 온대 삼림 지대에서 사용하도록 설계되었다. 트로펜타른(Tropentarn)(구 뷔스텐타른)이라고 불리는 3색 변형은 건조 및 사막 조건을 위한 것이며, 독일 연방군은 이 군복을 아프가니스탄전에 참전한 독일 연방군에 지급하였다.
독일 연방군의 5색 플랙탄은 독일 외에도 많은 국가들에서 다양한 형태로 변형 및 변용되어 군복으로 차용되고 있다.

## 역사
독일군(독일 연방군의 전신)은 세계2차대전 이전부터 위장 무늬를 연구해왔으며, 일부 군종은 1931년부터 지급받은 슈플리터무스터(Splittermuster) 위장을 사용하고 있었다. 슈츠슈타펠 전투보병은 1935년부터 다양한 종류의 위장복을 사용하였다. 많은 슈츠슈타펠 위장복은 요한 게오르그 오토 쉭에 의해서 개발되었다.'

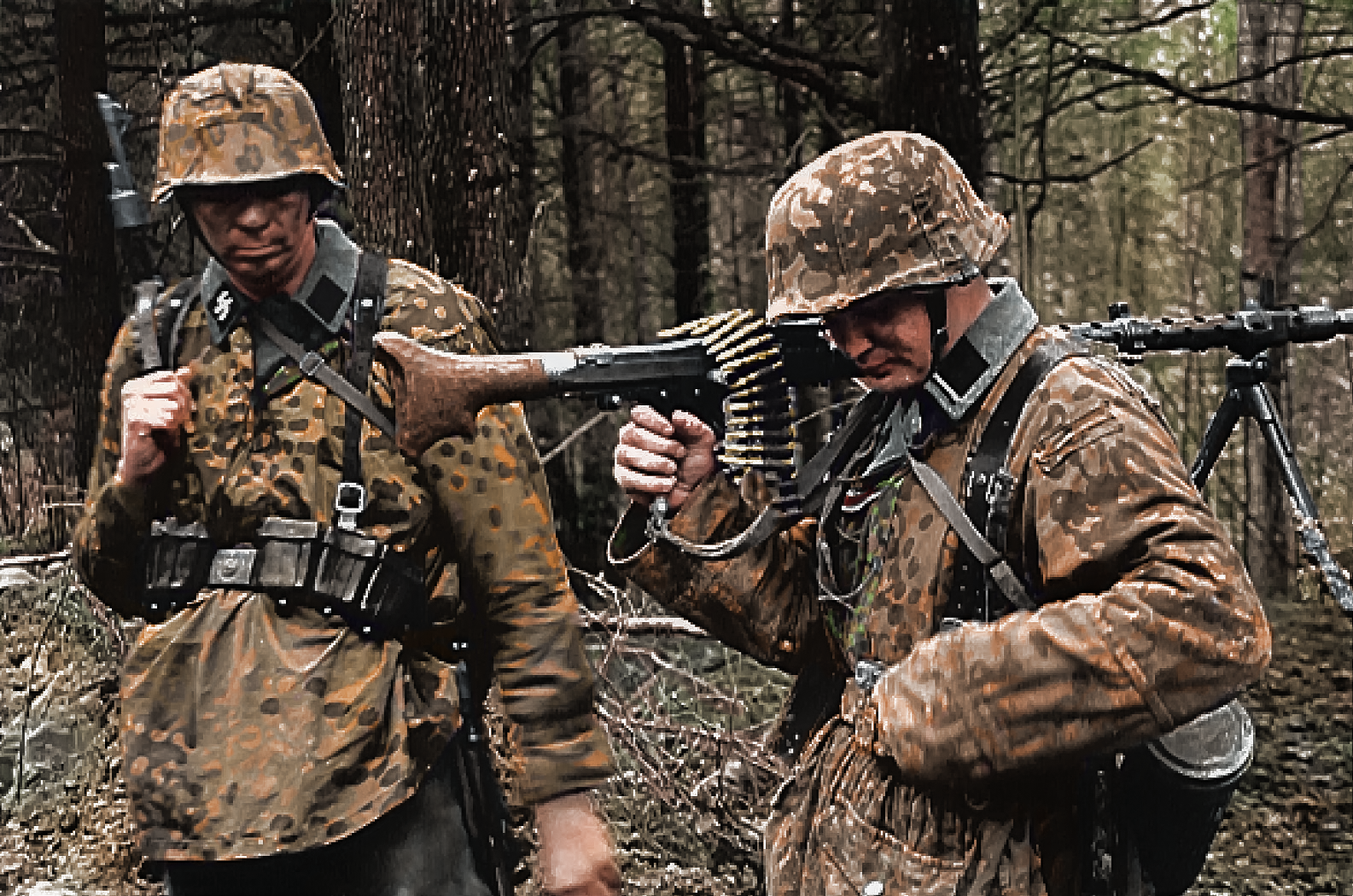
2차대전 당시 슈츠슈타펠 군인들이 플렉탄을 착용한 모습

## 오늘날

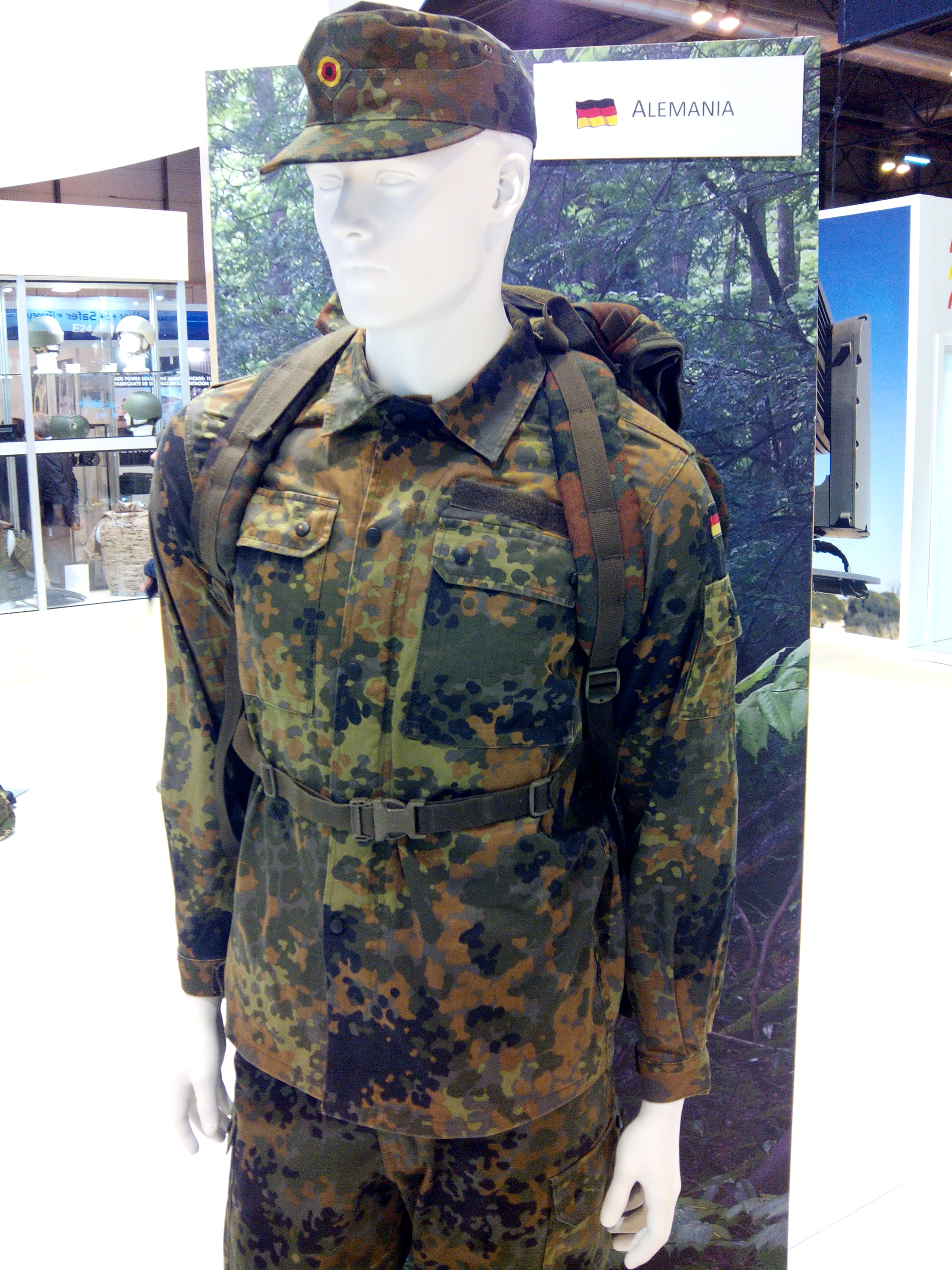
독일연방군의 2015년 플렉탄 군복

1976년 독일 연방군은 다양한 위장의 시제품을 개발하였고, 이는 기존의 올리브색 군복을 대체하기 위한 것이었다. 적어도 4가지 종류의 위장무늬가 제76회 독일연방군 실험에서 사용되었다. 이러한 위장 무늬들은 자연에서 따왔으며, 물방울 무늬, 해진 잎 무늬, 톱니날 무늬로 불려졌다.

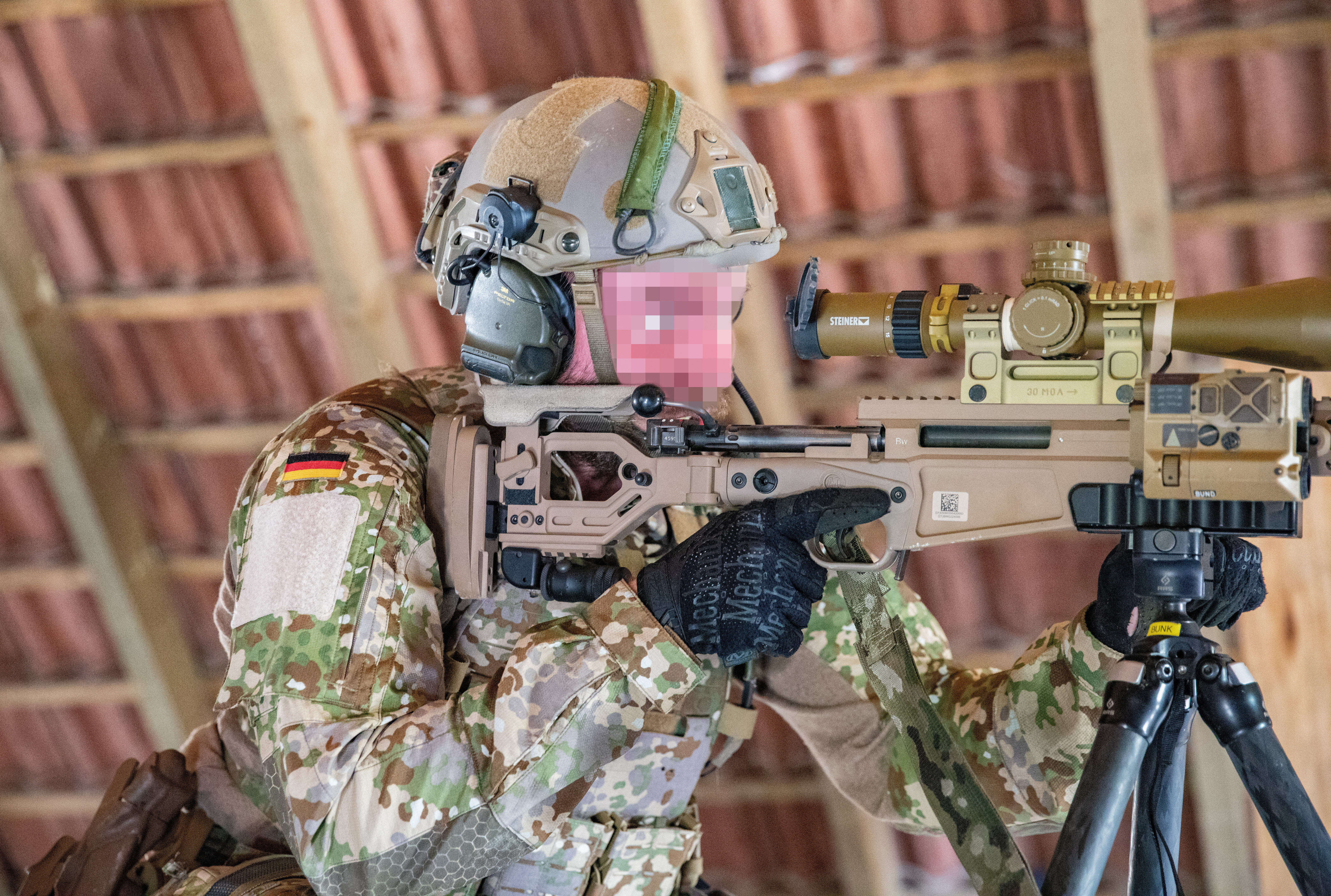
독일연방군 신속대응사단 소속 병사가 신형 멀티탄 군복을 입은 사진

독일 제조업체 마크바흐트 & 숄츠에 의해서 디자인된 다양한 위장무늬들이 독일연방군에 의해서 개발되고 실험되었다. 그리하여 위장무늬들 중 플랙탄 B가 최종적으로 선정되었다. 플랙탄은 점이라는 뜻의 단어 플랙과 위장이라는 뜻의 타흐눙을 합친 단어다. 독일 연방군은 1980년대까지 녹색 군복을 유지하였으나, 이는 실험이 이뤄지는 동안만 그랬다. 플랙탄은 1990년에 통일독일의 새로운 군복으로 소개되었다.

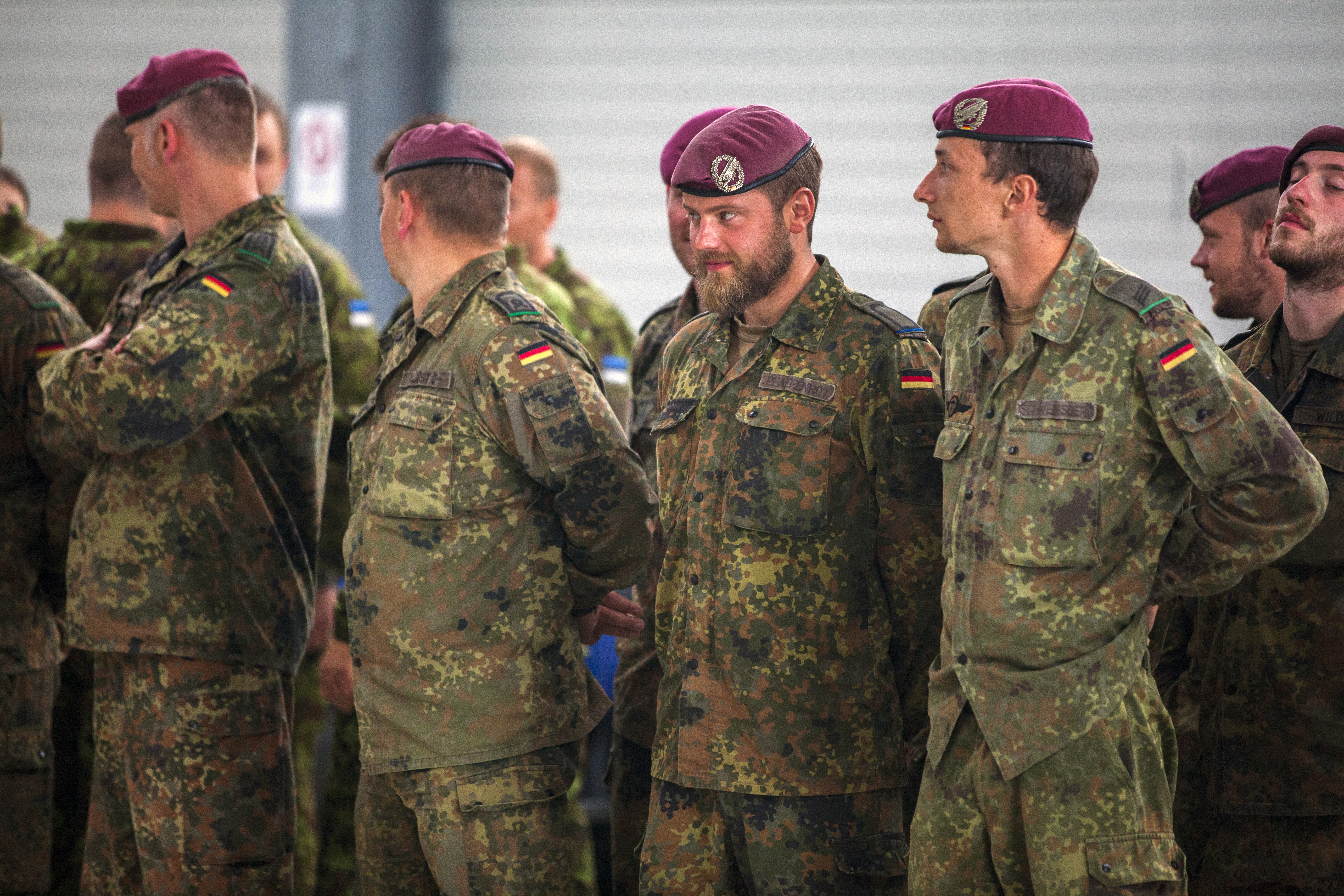
플렉탄을 착용한 독일연방군

네덜란드 정부는 플랙탄을 군복으로 차용할 계획이었으나, 예산 및 정치적 사유로 포기하였다.

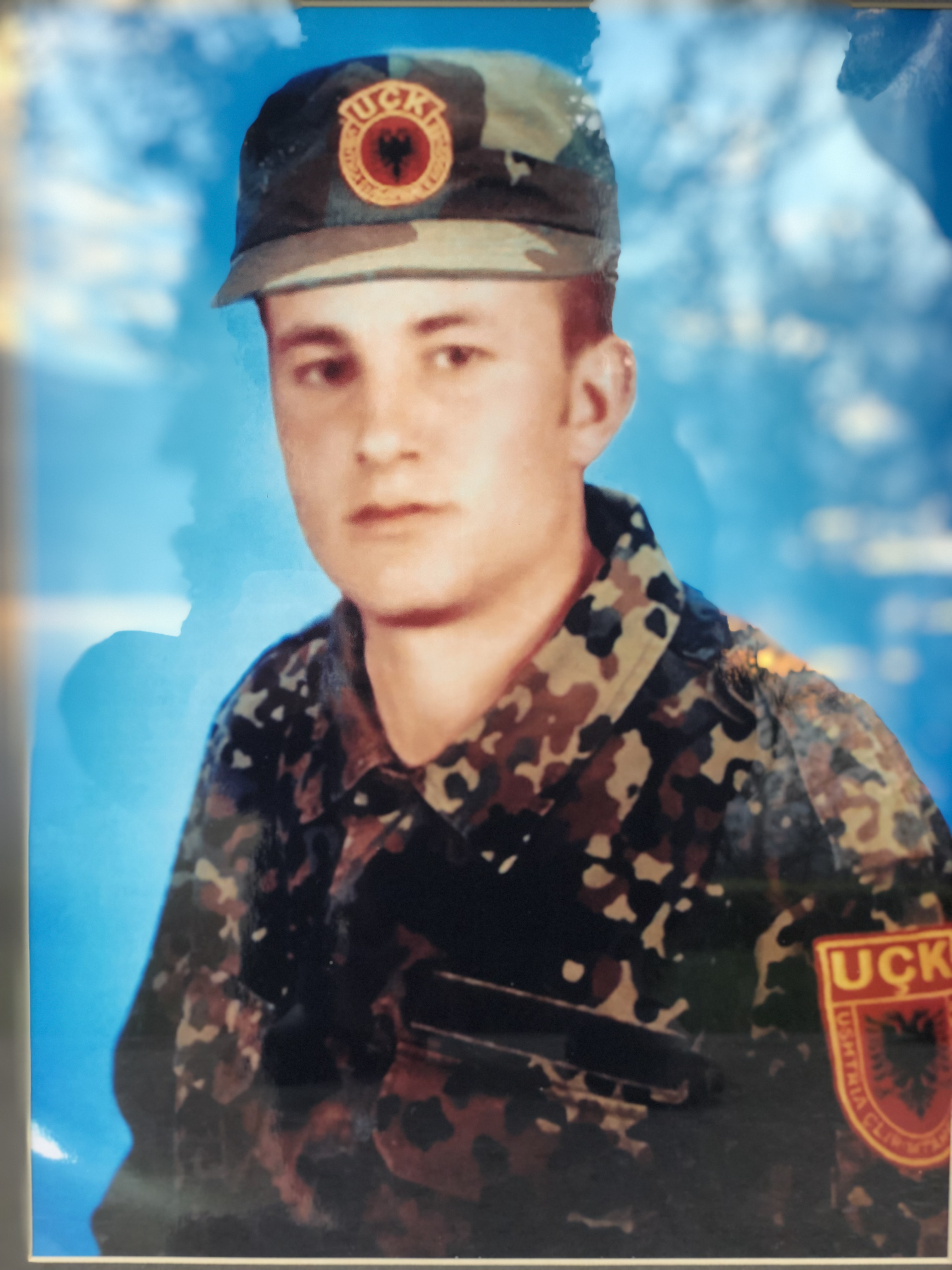
플렉탄을 착용한 코소보해방군

독일 내에서는 플랙탄은 모든 독일 연방군 군종에서 사용되며, 육군, 해군, 공군, 그리고 심지어는 연방방위군 중앙구호업무군에서도 사용중이다. 플랙탄의 정식명칭은 연방군의 5색 위장무늬이다. 이 온대 플렉탄 5색 체계는 15% 연두색, 20% 연두색, 35% 연두색, 20% 갈색, 10% 검은색으로 구성되어 있다. 네덜란드 군대는 이 패턴을 실험했지만 "너무 공격적"이라는 이유로 거부했다. 플렉탄은 다양한 색상의 점을 사용한 슈츠슈타펠의 "완두콩"과 "오크 잎" 무늬를 닮았기 때문에 논란의 여지가 있는 것으로 여겨졌다.

## 멀티탄 대체
2016년에 연방군 군사재료 및 운영재료 연구소는 기존 플랙탄을 대체하는 취지에서 멀티탄이라는 새로운 위장 무늬를 개발하는데 실험을 하였다. 이 위장무늬는 6색 점 무늬 체계에 크라이 프리시전의 멀티캠 색깔로 구성한 것이며, 이는 독일연방군 신속대응사단을 포함한 세계의 많은 특수부대가 멀티캠을 차용함에 따른 것이다.
이 패턴은 처음에는 독일 특수부대에 의해서만 사용될 수 있도록 다중 지형 패턴으로 의도되었다. 연방군는 연방군 소속 부대들에게 2022년 내 플랙탄을 멀티탄으로 대체할 계획이었으나, 이는 아직 실현되지 않았다. 연방군은는 이전의 플렉탄과 달리 해당 군복이 분데스베어의 공인 계약업체 외부에서 무단 및 불법적으로 생산되는 것을 방지하기 위해 재산권 및 분배 통제에 대해 엄격한 조치를 취했다.

## 변형
벨기에, 덴마크, 러시아, 일본, 중국, 폴란드, 인도네시아, 불가리아, 예멘 등이 자국의 자연 및 지형을 반영한 변형된 플랙탄 군복을 사용중이다.

## 사용국가

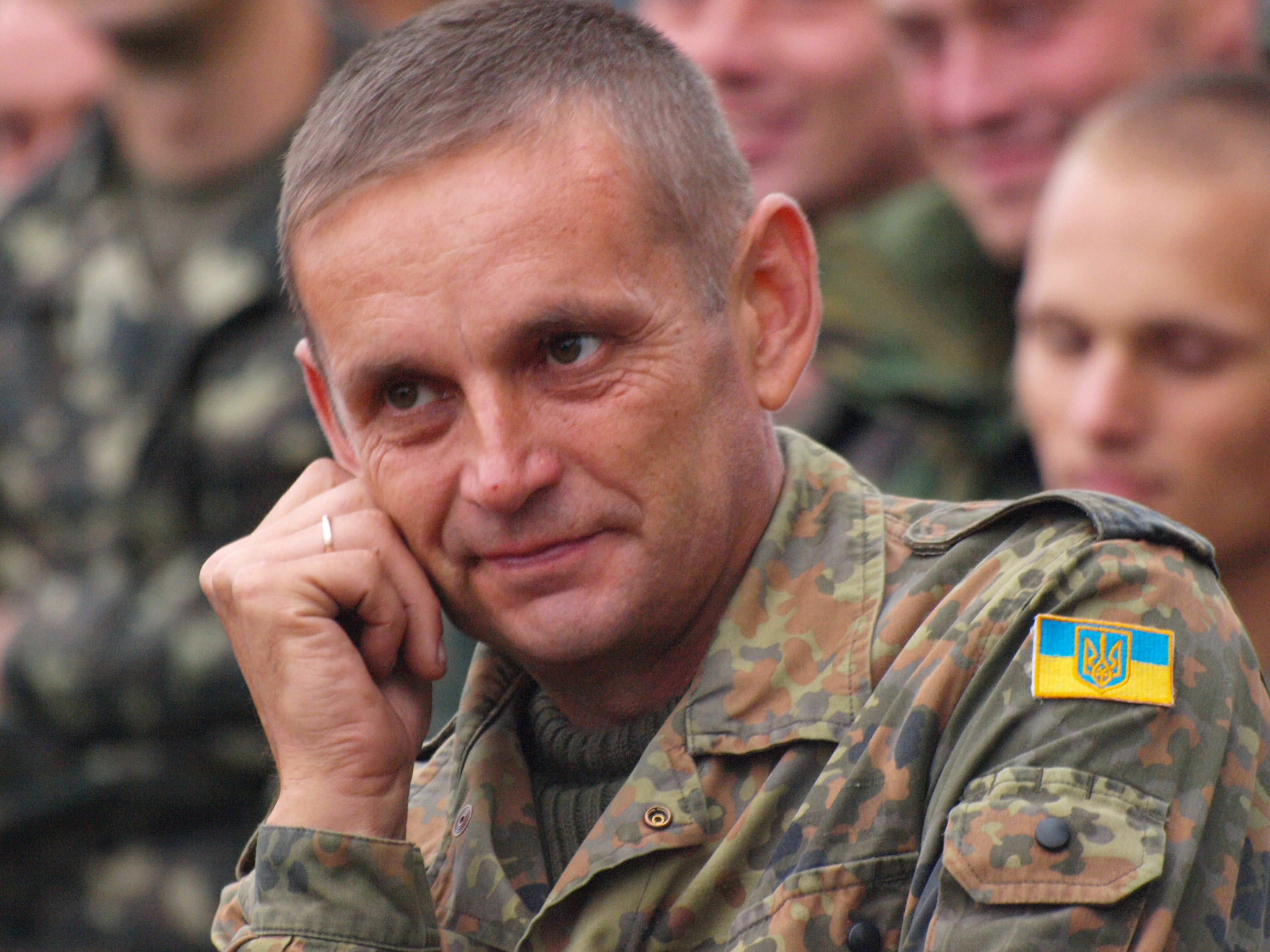
우크라이나군 영토방위대 소속 군인이 독일이 지급한 군수물자용 플랙탄을 착용하고 있다.

- 오스트리아: EKO 코브라가 헬멧 커버로 사용함.
- 벨기에: 벨기에 공군기지 보안군이 사용하던 플렉타른이 2000년까지 사용됨.
- 중국: 훈련 및 국경 방어 임무를 수행하는 중국인민해방군 병사들이 사용함.
- 독일: 독일연방군에서 사용함.
- 조지아: KFOR 소속 조지아 군 일부가 이를 사용하였다.
- 키르기스스탄: 중국산 플랙탄을 키르기스탄 군이 사용중이다.[11]
- 우크라이나: 아조프 연대를 포함한 특수부대부터 공수부대까지 우크라이나 국군의 일부 사단에서 사용한다.

### 비국가 행위자
- 아톰바펜 사단
- 코소보 해방군
- 오글리 너 헤런

## 참고자료
- Dougherty, Martin (2017). 《Camouflage at War: An Illustrated Guide from 1914 to the Present Day》. London: Amber Books. ISBN 978-1782744986.
- Galeotti, Mark (2019). 《Armies Of Russia's War in Ukraine》. Osprey Publishing. ISBN 978-1472833440.
- Larson, Eric H. (2021). 《Camouflage: International Ground Force Patterns, 1946–2017》. Barnsley: Pen & Sword. ISBN 9781526739537.
- Neville, Leigh (2017). 《European Counter-Terrorist Units 1972–2017》. Oxford: Osprey Publishing. ISBN 978-1472825278.